# Organización Mundial de Artistas Integrados
En su sigla OMAI, es un organismo cultural no gubernamental, sin ánimo de lucro, de carácter internacional, formado por todo tipo de creadores (pintores, fotógrafos, cineastas, escultores, músicos, bailarines, escritores, poetas entre otros), enfocados en la promoción cultural y la unión de los países en torno a temas de arte y paz.   Se fundó el 9 de noviembre de 2012 durante la primera cumbre realizada en el ayuntamiento de la ciudad de Culiacán Sinaloa en México, con la participación de 149 miembros fundadores de 7 países.   Para esta ocasión se realizó una exposición en el edificio del ayuntamiento con 300 piezas entre pinturas y esculturas, la mayoría de las obras se donaron para una subasta y de esta manera recaudar fondos para la institución encargada del Desarrollo Integral de la Familia – DIF - de Sinaloa.
A la fecha OMAI ha realizado siete cumbres internacionales,  una cada año desde su fundación; la primera en México, segunda Colombia, tercera Venezuela, cuarta México, quinta Argentina sexta en Perú.  y séptima en Puerto Rico, EE. UU.
Se han realizado diversas exposiciones de arte en Colombia, España, Chile, Ecuador, Brasil y los países donde se realizaron las cumbres. y otra serie de eventos como el Mosaico artístico más grande de la historia.

## Artistas miembros fundadores
- Ernesto Ríos Rocha de México.

- Jorge Luis Hurtado Reyes  de México.
- Rosa Galindo de México.
- Maribel Arredondo Beltrán de México.
- Francisco Junior Ortiz Palma de México.
- Ernesto Ríos López de México.
- José María González Gálvis de Venezuela.
- Susana D. Momo de Argentina.
- Tito de Francisco de Argentina.
- Franco Momo de Argentina.
- Dolores Martina Meral de Estados Unidos.
- Benjamin Swatez de Estados Unidos.
- Alejandro Quijano de México.

- Francisco Arroyo Ceballos de España
- César Augusto Rincon González

- Milton Morales Grillo de Colombia.

- Jorge Torres Blanco de Colombia.

- Clara Pechansky de Brasil.
- Wagner Ugarte Valdivia de Perú entre otros artistas.[28]

## Objetivos
Promover la creación artística a nivel nacional e internacional. 
- Crear sedes de OMAI en diferentes países.
- Organizar los artistas plásticos de cada nación.
- Crear una red de apoyo internacional para la realización de eventos culturales y artísticos.
- Incentivar la educación y los intercambios de carácter cultural y artístico.
- Facilitar a los artistas en la participación en exposiciones internacionales.